# Ильинское (Никольский район)
Ильинское — деревня в Никольском районе Вологодской области.
Входит в состав Аргуновского сельского поселения, с точки зрения административно-территориального деления — в Аргуновский сельсовет.
Расстояние по автодороге до районного центра Никольска — 47 км, до центра муниципального образования Аргуново — 3 км. Ближайшие населённые пункты — Павлово, Мичково, Семенка.
По переписи 2002 года население — 246 человек (126 мужчин, 120 женщин). Всё население — русские.